# Vegueta
Vegueta es el barrio fundacional de la ciudad española de Las Palmas de Gran Canaria, está incluido distrito Vegueta, Cono Sur y Tafira. Fue declarado Conjunto Histórico Artístico Nacional por Decreto del 5 de abril de 1973.
El barrio debe su nombre a la vega que se extendía por los alrededores de la fortificación Real de las Palmas, llamándose inicialmente "la Vegueta de Santa Ana". Desde entonces sería el centro de la vida política, religiosa y administrativa de la isla.

## Reseña histórica
El 24 de junio de 1478 las tropas del conquistador Juan Rejón desembarcaron en la bahía de Las Isletas estableciendo su primer campamento en la ribera derecha del Guiniguada, en los alrededores de la actual ermita de San Antonio Abad. Dicho emplazamiento fue denominado Real de las Tres Palmas, por las palmeras que se alzaban en el lugar. Fue el primer emplazamiento castellano en el Atlántico, así como el lugar donde la Corona de Castilla asumió la Conquista de Canarias. No existen restos ni documentación de dicha fortificación debido a los incendios provocados por las invasiones de Drake y Van der Doez en el siglo XVI.
A partir de 1483, finalizada la conquista de la isla, comienzan a erigirse edificios civiles, religiosos y viviendas alrededor del asentamiento militar, con la típica estructura urbana medieval, entre los que destacaban la iglesia de San Antonio Abad, la plazoleta de los Álamos, donde se encontraba la primera Catedral de Santa Ana (Iglesia Vieja del Sagrario) y el primitivo Hospital de San Martín, fundado en 1481.
Poco más tarde la urbanización cruza el barranco de Guiniguada estableciéndose el barrio de Triana. Hacia el siglo XVI se cambia el centro de la plaza de San Antonio Abad hasta la de Santa Ana. En su cercanía se distribuyeron los principales edificios públicos de la ciudad: La Catedral y Palacio Episcopal, el ayuntamiento, la Real Audiencia (1526), la diócesis de Canarias (la única en ese momento) y el Tribunal del Santo Oficio. Además se construyen calles rectas y ordenadas.
Durante los siglos XVIII y XIX, se producen diferentes remodelaciones urbanas dentro del barrio Vegueta, especialmente las derivadas de las desamortizaciones decimonónicas, se derriban monasterios y se sustituyen por viviendas privadas e instituciones públicas como el Museo Canario, el colegio Viera y Clavijo o la Biblioteca Municipal.
En la actualidad el barrio mantiene los límites aproximados de su fundación, con el océano al oeste y la montaña, ahora ocupada por los barrios de San José, San Juan y San Roque, al este, el barranco de Guiniguada, ahora cubierto por la autovía GC-110 al norte y el trazado de la desaparecida muralla al sur. Mantiene su carácter de centro administrativo de la ciudad y ha adquirido un marcado carácter turístico dado que es el centro histórico mejor conservado de Canarias.

## Representaciones artísticas
En el plano artístico, son de destacar las evocadoras acuarelas realizadas por el insigne pintor José Comas Quesada, plasmando los distintos rincones de este barrio histórico.

## Lugares de interés
En esta parte de la capital de Gran Canaria se encuentran algunos de los edificios históricos más importantes de la ciudad de entre los que destacan:
- Catedral de Canarias
- Patio de los Naranjos

- Plaza de Santa Ana
- Casas Consistoriales de Las Palmas de Gran Canaria
- Palacio Episcopal
- Casa Regental
- Plaza del Espíritu Santo
- Hospital San Martín

- Plaza de Santo Domingo
- Iglesia de Santo Domingo de Guzmán
- El Museo Canario
- Casa de Colón
- Ermita de San Antonio Abad
- Calle de Los Balcones
  - Casa Mendoza
  - Centro Atlántico de Arte Moderno (Casa Móxica)
- Iglesia de San Agustín
- Mercado de Vegueta
- Casa Westerling
- Iglesia de San Francisco de Borja

## Galería

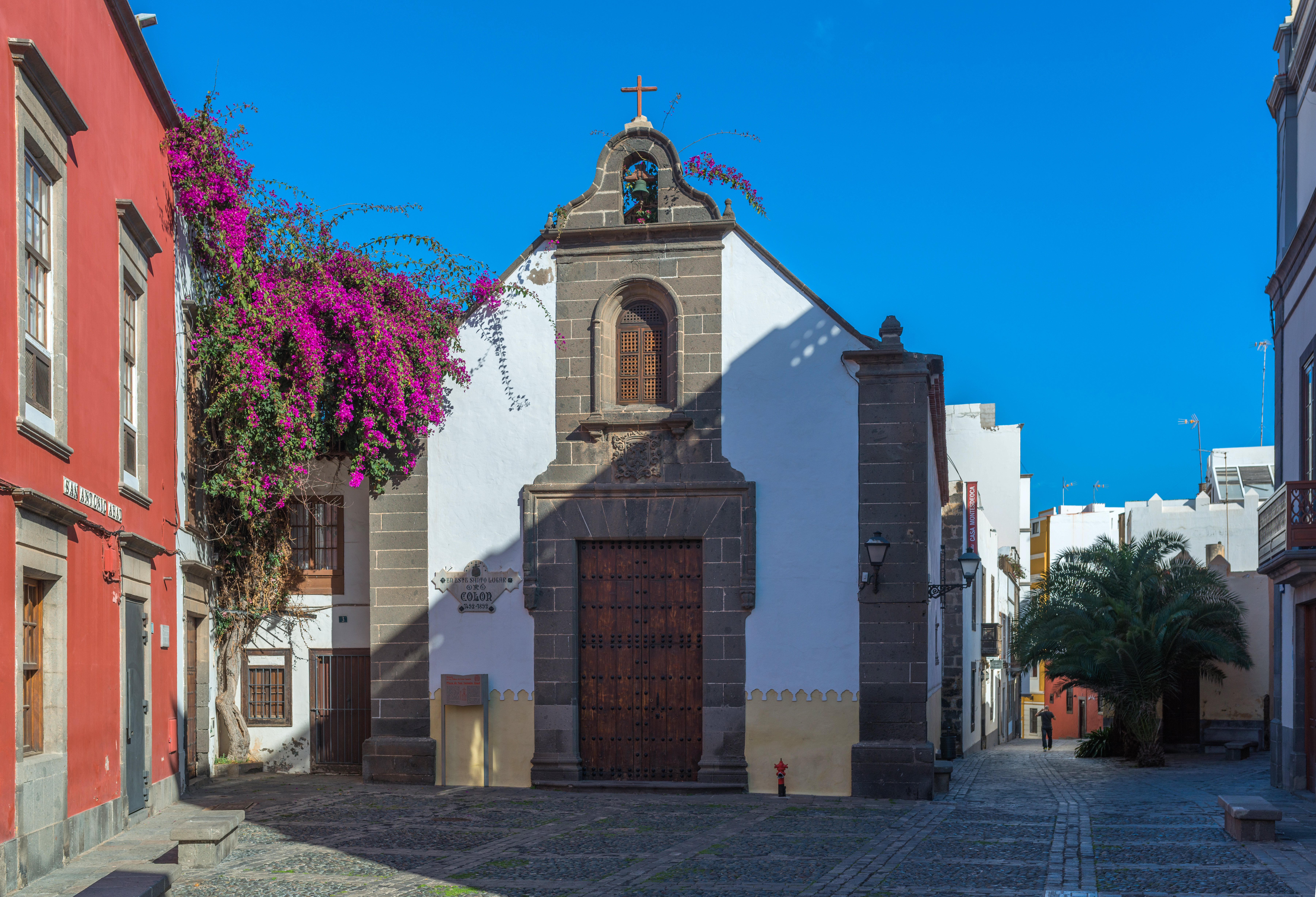
Iglesia y plaza de San Antonio, donde tradicionalmente se considera lugar de fundación del barrio y de la ciudad.
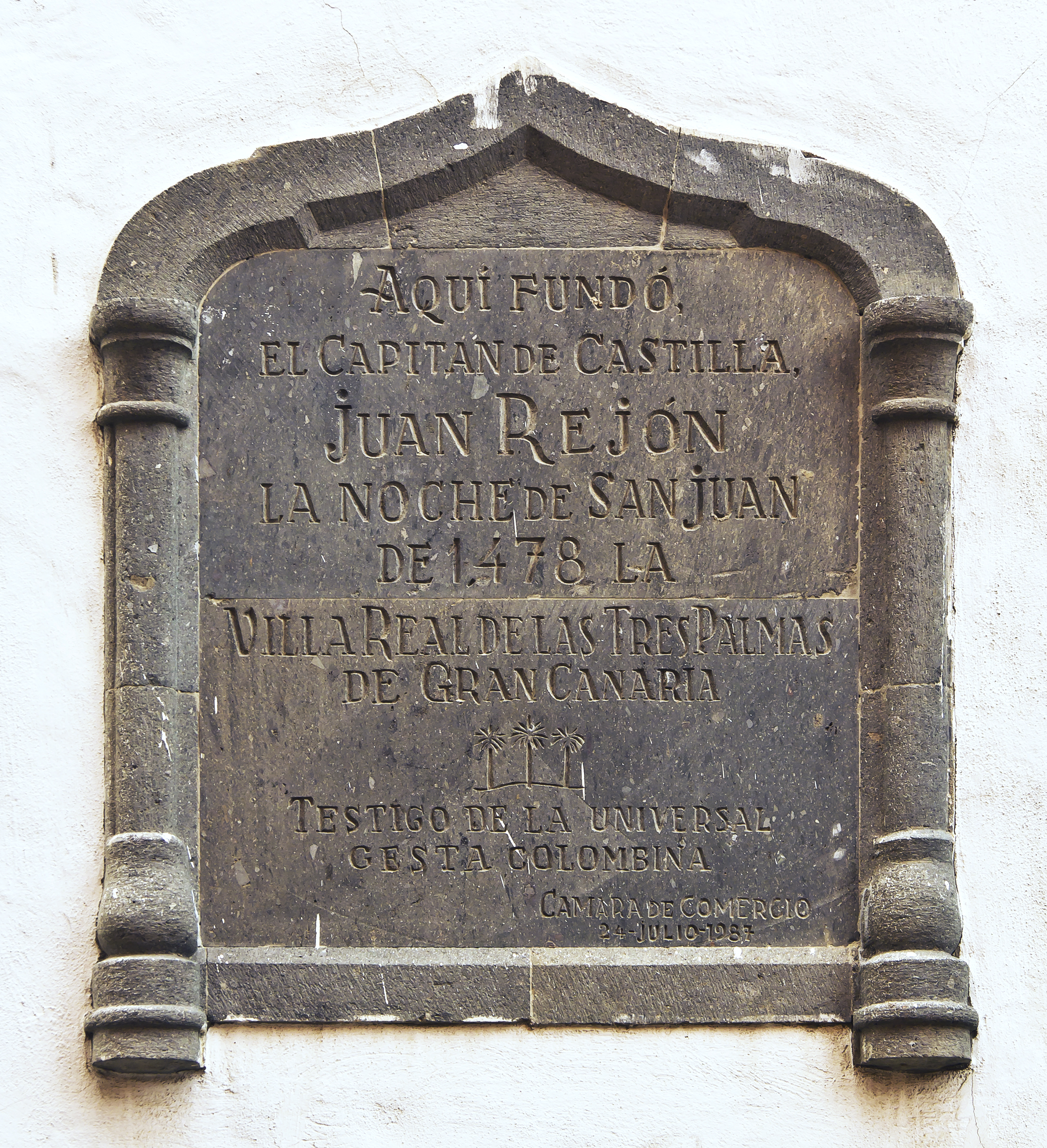
Placa conmemorativa de la fundación.
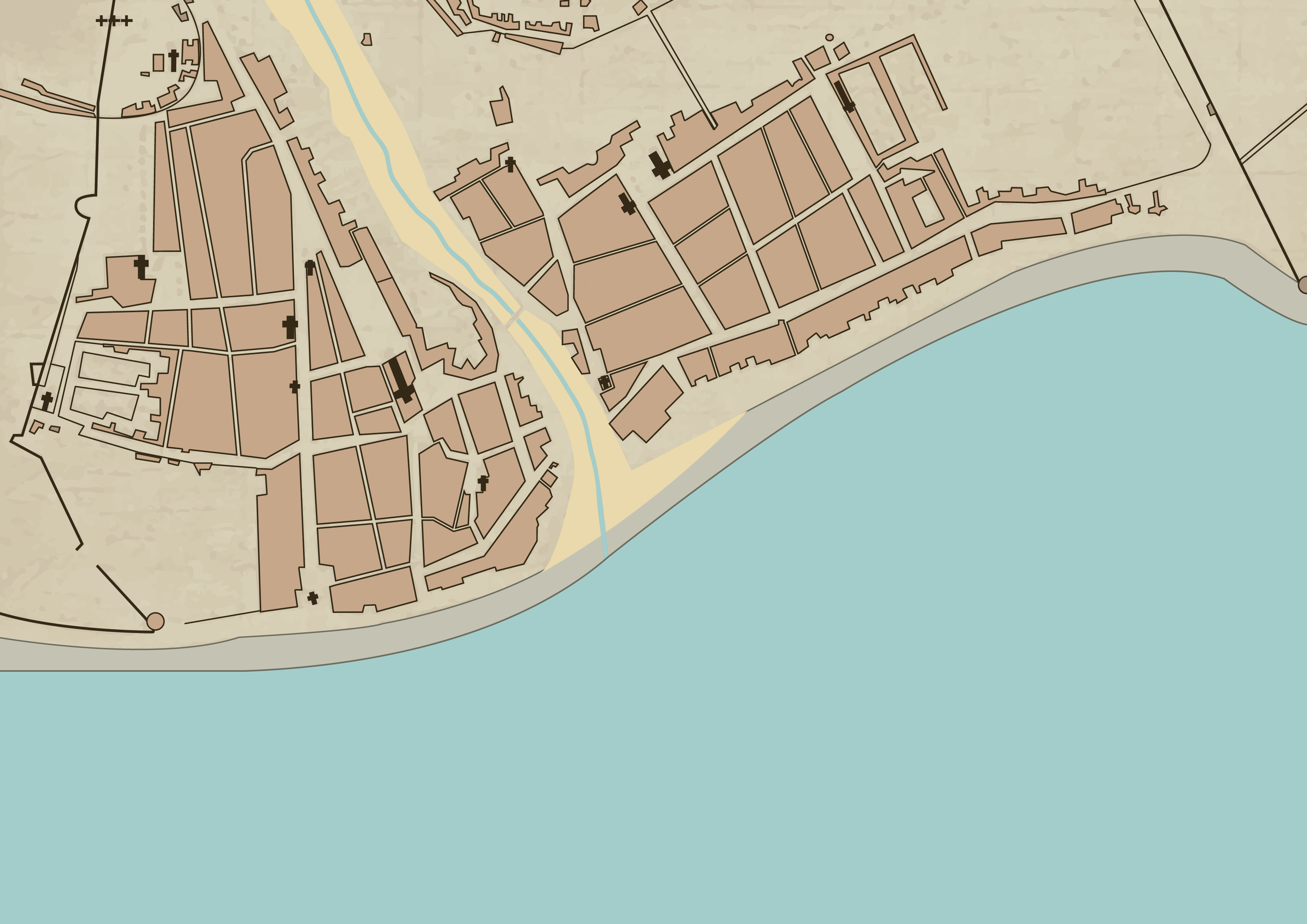
Plano levantado por Antonio Reviere en 1742, donde aparecen los barrios de Vegueta (a la izquierda) y Triana, separados por el Guiniguada.
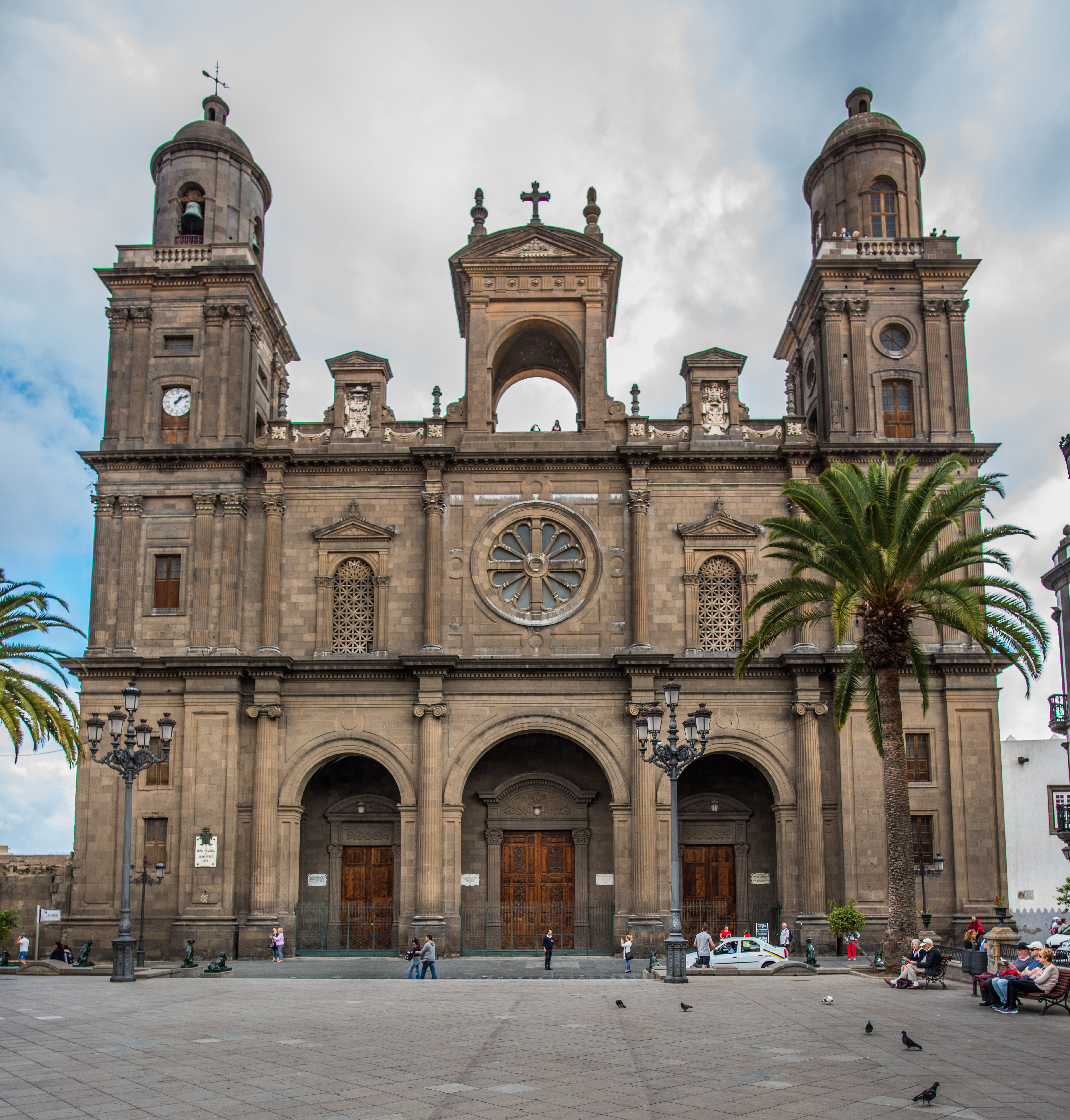
Catedral de Canarias o de Santa Ana.
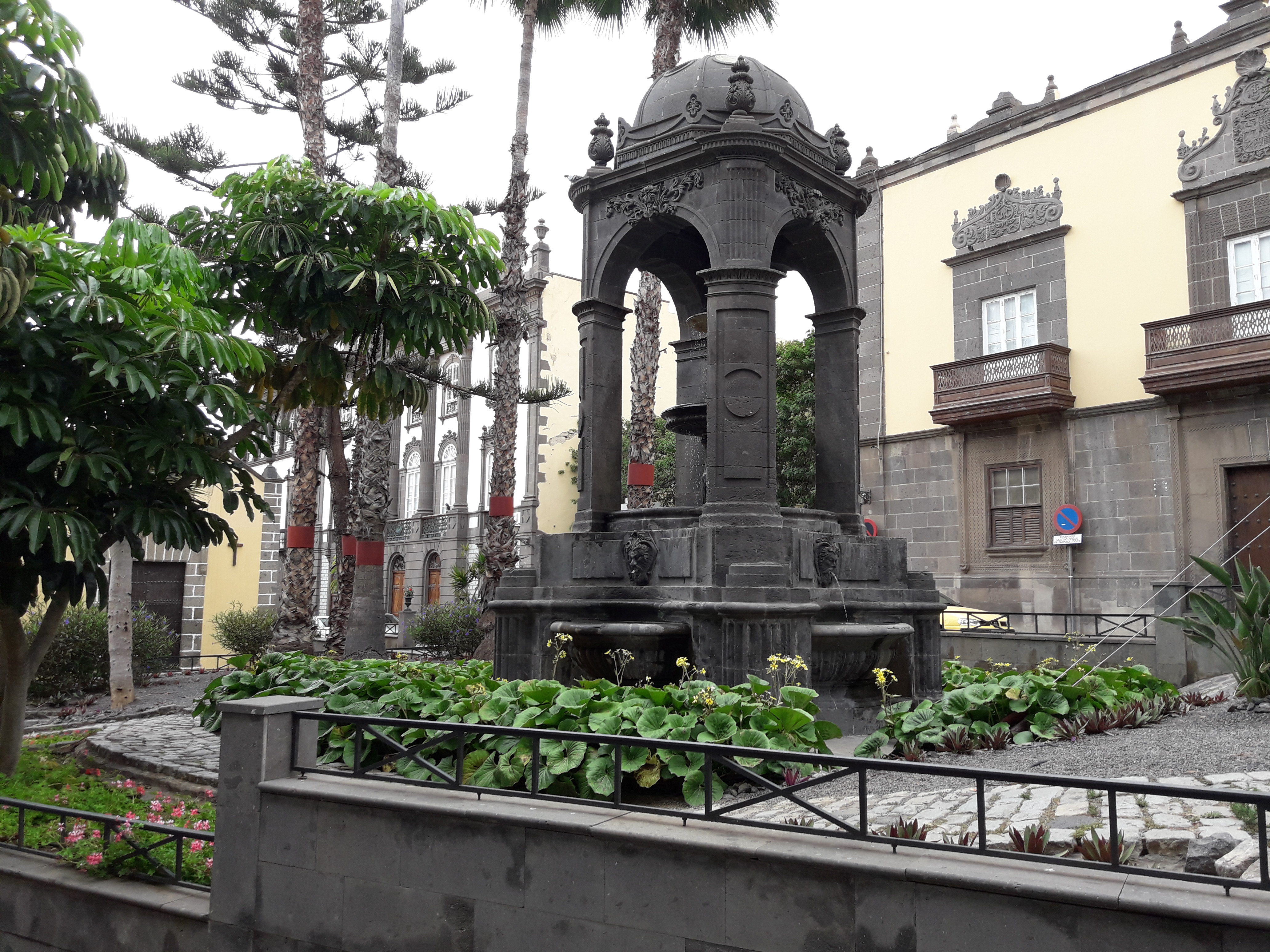
Plaza del Espíritu Santo.
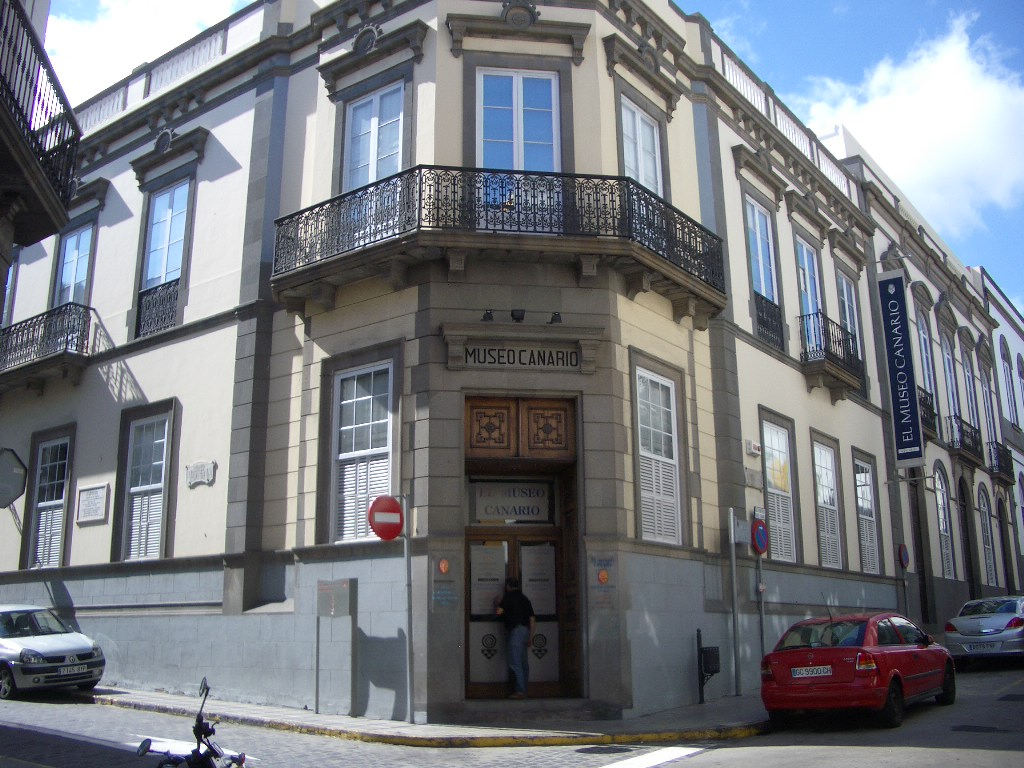
El Museo Canario.
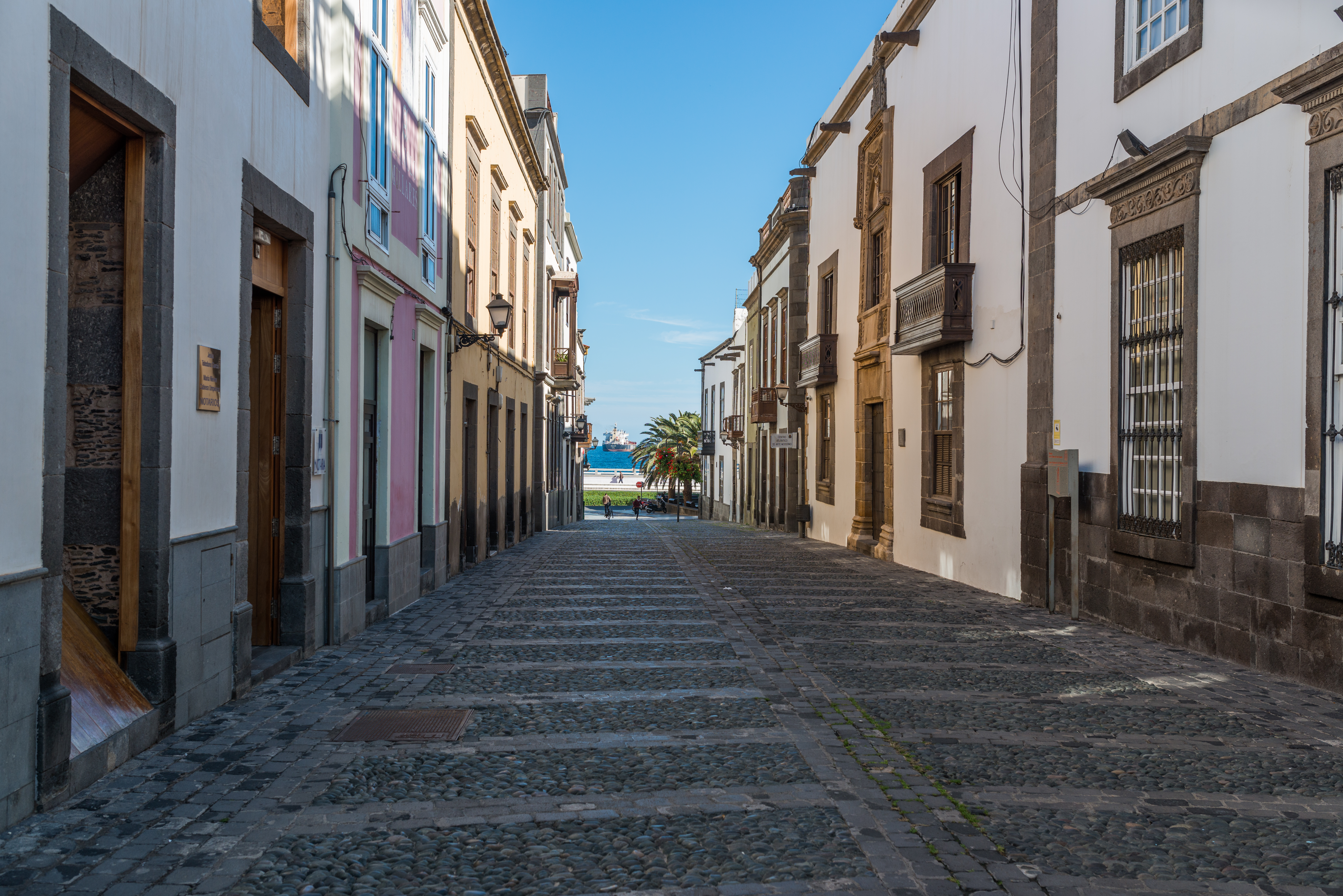
Calle de Las Balcones.
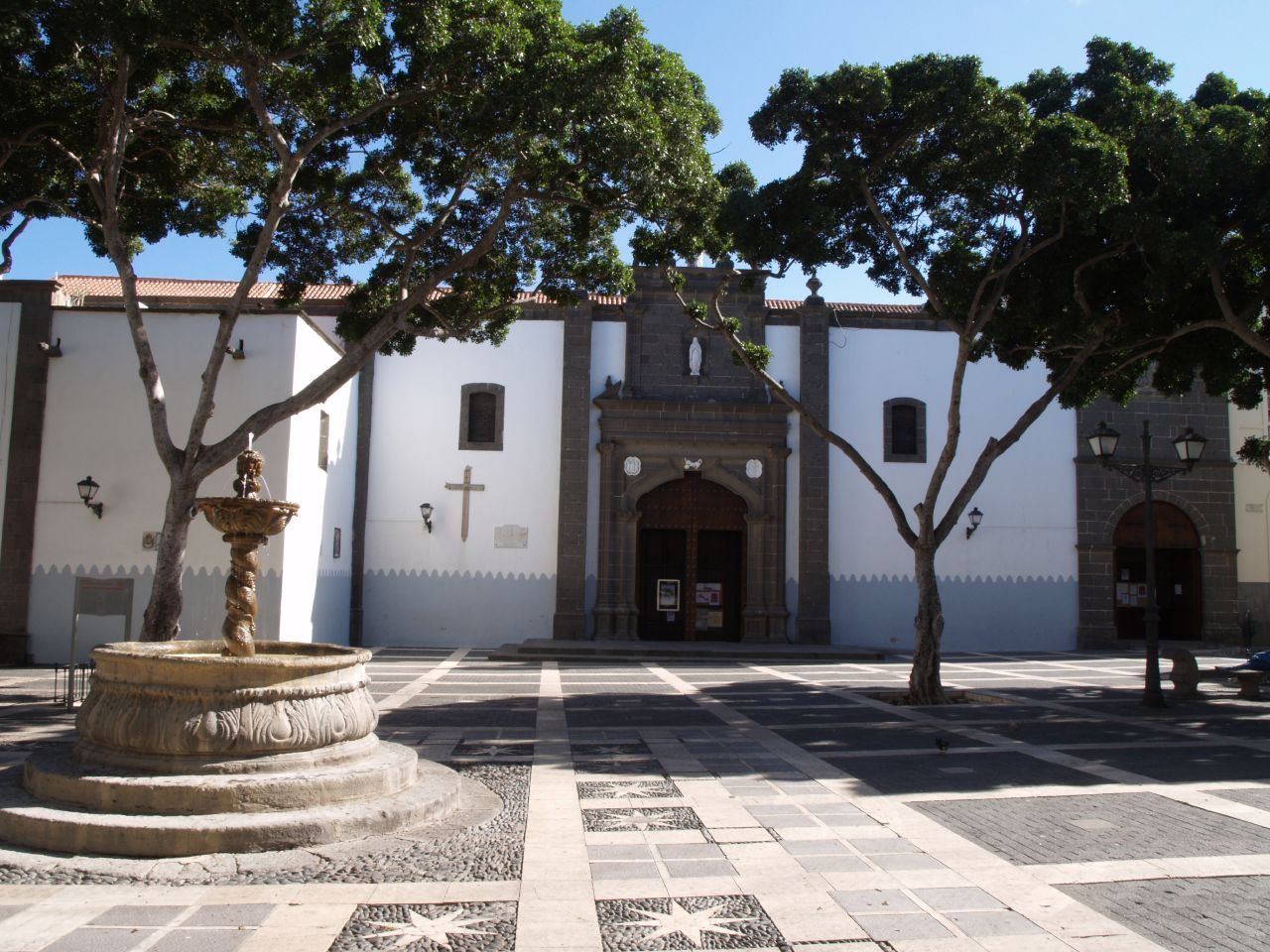
Iglesia y plaza de Santo Domingo.